# Liptovský Hrádok
Liptovský Hrádok (în maghiară Liptóújvár) este un oraș din Slovacia cu 8.556 locuitori.

## Demografie
| An:                | 1994 | 2004   | 2014   | 2024   |
| ------------------ | ---- | ------ | ------ | ------ |
| Număr de persoane: | 8606 | 8019   | 7629   | 6950   |
| Diferență:         |      | −6,82% | −4,86% | −8,90% |

| An:                | 2023 | 2024   |
| ------------------ | ---- | ------ |
| Număr de persoane: | 7003 | 6950   |
| Diferență:         |      | −0,75% |